# 天主教阿拉斯教區
天主教阿拉斯教區（拉丁語：Dioecesis Atrebatensis）是法國一個羅馬天主教教區，屬里爾總教區。
傳統上認為教區於6世紀成立，首位主教是聖加斯東（聖萬達）。
教區位於加來海峽省，2012年有教友1,138,000人（佔轄區總人口76.4%）、832個堂區、273名司鐸。現任教區主教為若望-保祿·莫里斯·耶熱。